# 沙鱂
沙鱂為輻鰭魚綱鯉齒目鯉齒亞目鯉齒鱂科鱂屬的其中一種，該物種分布於北美洲美國Río Sonoyta及Quitobaquito Springs流域，體長可達4公分，棲息在中底層水域，屬雜食性，以藻類、昆蟲等為食。

## 擴展閱讀
維基物種上的相關：沙鱂
1. ↑  NatureServe. . The IUCN Red List of Threatened Species (IUCN). 2014, 2014: e.T191303A15361760  [8 November 2017]. doi:10.2305/IUCN.UK.2014-3.RLTS.T191303A15361760.en. （原始内容存档于2017-11-09）.